# 산이 울다
《산이 울다》(중국어: 喊山, 영어: Mountain Cry)는 2015년 개봉한 중국의 드라마 영화다. 1980년대 중국 산시성의 외딴 산골을 배경으로 순박한 시골 총각과 외지에서 온 젊은 언어장애인 과부와의 사랑을 그렸다. 중국 작가 거쉬핑(葛水平)이 쓴 같은 이름의 소설이 원작이다. 제20회 부산국제영화제 폐막작이다.

## 줄거리
외딴 산골 마을에 외지 출신 남자 라홍이 언어장애인 아내 홍시아(량예팅 분)와 두 아이를 데리고 들어와 살기 시작한다. 동네 총각 한총(왕쯔이 분)은 좋아하는 동네 과부를 위해 오소리를 잡으려고 덫는 놓는데, 이 덫에 라홍이 다리가 잘려 죽고 만다. 마을 사람들은 과부가 된 홍시아의 생활을 한충이 돌봐줘야 한다고 결정한다. 가까워진 두 사람은 행복한 시간을 함께 하지만, 라홍이 공안국이 찾던 살인범였던 사실이 드러나며 마을의 분위기가 험악해지기 시작한다.

## 제작 과정
2014년 10월부터 중국 산시성 창즈시 핑순현 통티엔샤(중국어: 通天峡, 타이항산 남단)에서 촬영했다.